# Marc Daes
Marc Daes (Antwerpen, 13 januari 1962) is een Belgisch schermer.

## Levensloop
In zijn jeugd beoefende Daes het zwemmen in competitieverband. Op het IPC Europees Kampioenschap Zwemmen 1981 won hij de 50 meter vrije slag. Toen zijn deelname aan de Paralympische Zomerspelen van New York & Stoke Mandeville 1984 niet doorging, besloot hij over te gaan op het schermen. Hiernaast beoefent hij ook andere sporten.
Hij leerde het schermen bij sportvereniging voor mindervaliden Wapper te Edegem, en werd verschillende keren Belgisch kampioen. Hij begon mee te doen met de competitie Elf Aquitaine in Frankrijk. Omdat de resultaten tegenvielen, sloot hij zich in 1988 aan bij validenschermvereniging Cyrano in Antwerpen. Hier werd hij eerst getraind door maître Wezowski, en later door maître Simon. Zijn eerste wapen is de floret, zijn tweede wapen de degen. In deze sport behaalde hij de achtste plaats tijdens de Paralympische Spelen van 1992 in Barcelona.
Momenteel werkt Daes mee aan charitatieve evenementen, waaronder Music for Life. Hiervoor is hij tweemaal in zijn rolstoel van Antwerpen naar Gent gereden.